# ایستگاه رادیویی

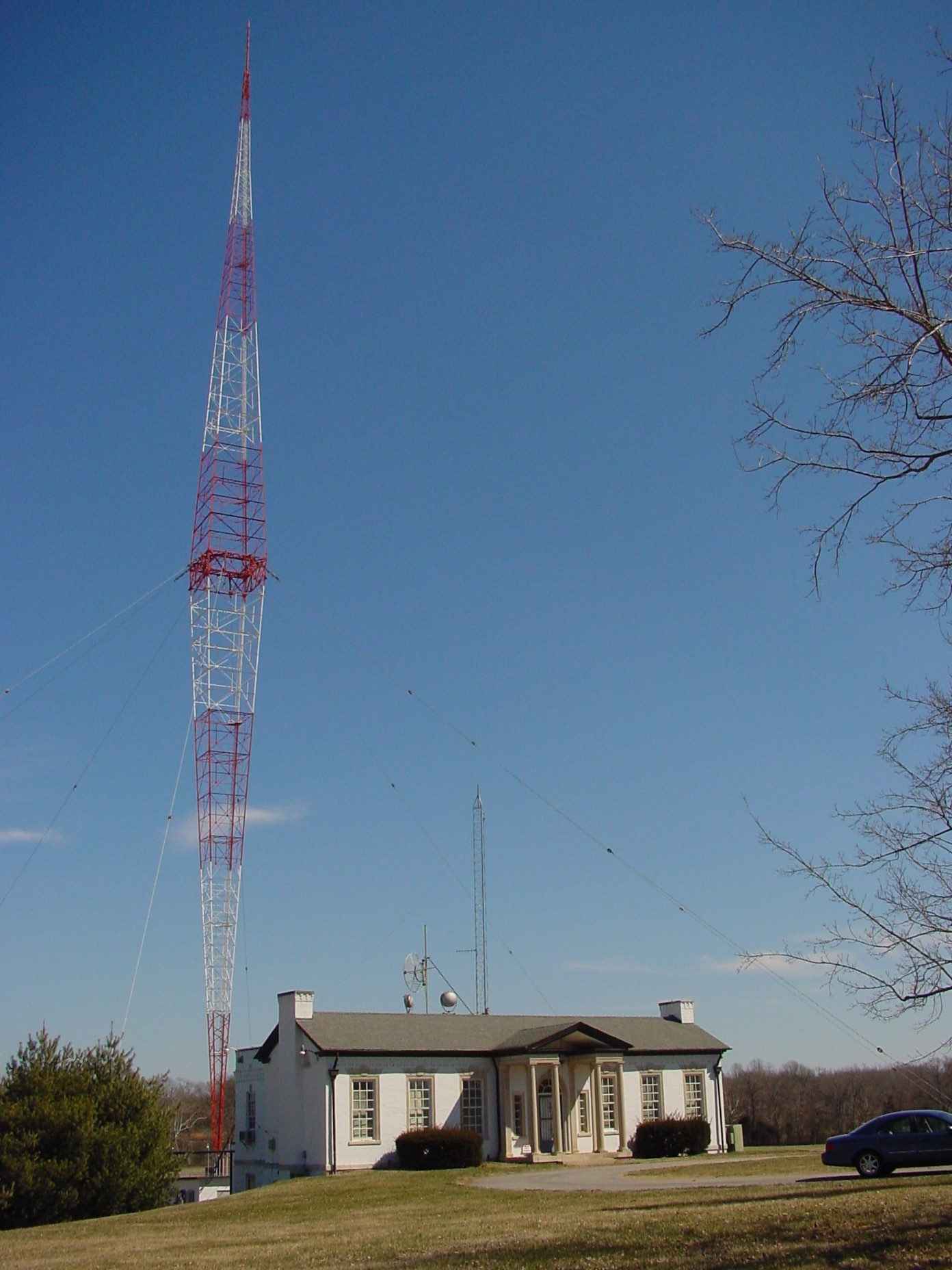
نمونه یک ایستگاه رادیویی

یک «ایستگاه رادیویی» یک سرویس پخش و انتشار صدا و گفتگو است که به‌طور معمولی از طریق هوا به صورت موجهای رادیویی، (شکلی از تشعشع الکترومغناطیسی از یک فرستنده توسط یک آنتن پخش می‌شود و توسط دستگاه‌های گیرنده دریافت می‌شود. ایستگاه‌ها می‌توانند در شبکه رادیویی برای پخش برنامه ریزی‌های عمومی یا در تشکیلات یا تشکیلات آزمایشی یا هردو بهم ملحق شوند. امروزه ایستگاه‌ها همچنین از طریق کابل (برق)، سیم‌کشی محلی شبکه‌ها، ماهواره‌ها و اینترنت پخش می‌شوند.

## تاریخچه
برای اطلاعات زمینه‌ای و مطالب مرتبط با این بخش مقاله History of radio را ببینید.
اولین ایستگاه‌های رادیویی به‌طور ساده فقط سیستم‌های رادیوتلگراف بودند و صدا را منتقل نمی‌کردند. اولین ارسال ثبت شدهٔ صدا که می‌توانست به عنوان «پخش» نامیده شود، در یک عصر کریسمس در سال ۱۹۰۶ توسط رجینالد فسندن انجام شد. وقتی که بسیاری از مبتکران اولیه سعی می‌کردند که سیستمی مشابه دستگاه‌های رادیو تلفن که دو طرف بتوانند مکالمه کنند، محققان دیگر در فکر تهیه سیستمی برای ارسال صدا و گفتگوها برای تعداد وسیعی از شنوندگان بودند. چارلز هارولد کار پخش صدا و گفتگو را در کالیفرنیا در سال ۱۹۰۹ شروع کرد و یک سال بعد پخش صدا و گفتگو آغاز شد.
برای یک دهه بعد، مبتکران رادیو باید دستگاه‌های گیرنده خود را اختراع می‌کردند.KDKA(AM) 
KDKA AM پیتزبورگ، پنسیلوانیا که تحت مالکیت واداره وستینگهاوس بود، پخش رادیویی را با اولین مجوز و پروانه ایستگاه رادیویی «تجاری» در ۲ ماه نوامبر، سال ۱۹۲۰ شروع کرد. طراحی تجاری از نوعی پروانه و مجوز، ایجاد شد ولی آن‌ها پخش آگهی‌های رادیویی را تا چند سال بعد شروع نکردند. اولین پخش نتیجه انتخابات ریاست جمهوری ایالات متحده آمریکا، در سال ۱۹۲۰ بود. ایستگاه مونترال که بعداً یکCFCF-AM شد پخش برنامه را در ۲۰ ماه مه سال ۱۹۲۰ و ایستگاه دیترویت که بعداً WWJ(AM)شد پخش برنامه را از اول ۲۰ ماه اوت شروع کرد، گرچه بعداً مجوز و پروانه مورد نیاز در آن زمان را کسب کرد.
رادیو آرژانتین پخش «منظم برنامه ریزی شده» خود را از تئاتر و کولیسئو در بوئنس آیرس در ۲۷ ماه اوت، سال ۱۹۲۰ با ارائه اولویت خود شروع کرد. این ایستگاه مجوز و پروانه خود را در ۱۹ ماه نوامبر، سال ۱۹۲۳ دریافت کرد. این تأخیر به علت عدم وجود عملیات صدور پروانه رسمی در آرژانتین در آن زمان بود. این ایستگاه به پخش منظم و مداوم برنامه‌های سرگرمی وفرهنگی تا چندین دهه ادامه داد.

## انواع
ایستگاه‌های رادیویی چندین نوع مختلف هستند. بهترین نوع شناخته شده ایستگاه‌های AM وFM می‌باشند که هردوی این‌ها شامل تجاری و اقتصادی، عمومی و همگانی و غیرانتفاعی که توسط دانشجویان ایستگاه‌های رادیوی دانشگاهی هستند که در همه کشورهای توسعه یافته وجود دارند.
اگرچه حالا با گسترش رادیوی اینترنتی این سیستم‌ها از رونق افتاده‌اند، ایستگاه‌های زیادی وجود دارند که بر روی باندهای موج کوتاه با استفاده از تکنولوژی AM می‌توانند برنامه‌های خود را بیش از هزاران مایل (مخصوصا شب ها) ارسال دارند و توسط گیرنده‌ها دریافت شوند. برای مثال BBC با یک برنامه و طرح کاملی درروی موج کوتاه برنامه پخش می‌کند. این پخش‌ها خیلی به شرایط اتمسفری و جوی و لکه‌های خورشیدی حساس هستند.

## ای‌ام
ایستگاه‌های AM اولین ایستگاه‌های پخشی بودند که توسعه داده شدند. AM اشاره به مدولاسیون دامنه یک مد برای پخش امواج رادیویی با دامنه‌های مختلف سیگنال حامل در پاسخ به دامنه سیگنال ارسال شده می‌باشد.
یکی از مزایای پخش AM استفاده از سیگنال‌های ساده وغیر پیشرفته‌است که می‌تواند با تجهیزات ساده  دریافت و آشکار (به صدا تبدیل شود) شود. اگر یک سیگنال به اندازه کافی قوی باشد، حتی منبع برق برای آن لازم نیست، با ساختن یک گیرنده رادیوی کریستالی بدون منبع برق که یکی از پروژه‌های عمومی زمان بچگی درسال‌های اولیه اختراع رادیو بود، قابل دریافت خواهد بود.
پخش AM در آمریکای شمالی در امواج هوایی(رادیویی)امواج متوسط از فرکانس ۵۳۰ تا ۱۷۰۰ کیلوهرتز(که به عنوان «باند استاندارد پخش» شناخته شده) انجام می‌شود. این باند در دهه۱۹۹۰ با افزودن نه کاناله از ۱۶۲۰ تا ۱۷۰۰ کیلوهرتز عریض تر شده‌است. کانال‌ها فضایی به اندازه ۱۰ کیلوهرتز درکشورهای آمریکایی و عموماً ۹ کیلوهرتز در جاهای دیگر دارند.
بسیاری از کشورهای دیگر خارج از حوزه ایالات متحده آمریکا از باندی با فرکانس مشابه برای ارسال AM استفاده می‌کنند. همچنین اروپا از باند امواج بلند استفاده می‌کند. در پاسخ به رشد همگانی و بیشتر ایستگاه‌های رادیویی FM در دهه ۱۹۸۰ و اوایل دهه ۱۹۹۰، بعضی ایستگاه‌های آمریکای شمالی شروع به پخش امواج استریوی AM کردند که این سیستم هرگز مورد قبول قرار نگرفت.
رادیوی AM بعضی ایرادات و اشکالات مهم و جدی دارد:
- این سیگنال با طوفان‌های الکتریکی (رعد و برق) و موارد دیگر مانند EMI دچار اختلال می‌شود.
- این سیگنال در هنگام شب ممکن است کم سو یا کم انرژی شود.

سیگنال‌های AMمیراشدن بیشتری دارند و در شب‌ها مسافت بیشتری را طی می‌کنند. در محیطی که کانال‌های زیادی وجود دارد که قدرت کانال‌های محلی روی یک فرکانس می‌افتند بایستی در شب کاهش داده شوند یا در جهت دیگری متمرکز شوند تا از تداخل و پارازیت که به‌طور بالقوه از تعداد شنوندگان در شب‌ها می‌کاهد اجتناب شود. بعضی ایستگاه‌ها در ایالات متحده فرکانسهایی دارند که روی فرکانس‌های دیگری نمی‌افتند، این‌ها ایستگاه‌های واضح نامیده می‌شوند. بسیاری از آن‌ها می‌توانند شب‌ها در تمام یک کشور پخش و شنیده شوند.«(این مسئله نبایستی با با ارتباط کانال واضح که درحال حاضر در بسیاری از ایستگاههای رادیوی ایالات متحده استفاده می‌شود» اشتباه شود. 
- فرستنده‌های رادیوی AM فرکانس‌های صوتی تا ۱۵ کیلوهرتز را ارسال می‌دارند، اما بیشتر گیرنده‌ها فقط قابلیت دریافت و پخش فرکانسهایی تا ۵ کیلو هرتز را دارند. در دهه ۱۹۲۰ که پخش AM شروع شد، این قاطعیت و کیفیت کافی برای میکروفون‌ها و بلندگوهای موجود یعنی، دریافت و پخش ۷۸ rpm را فراهم می‌کرد.قاطعیت و کیفیت صدای این تجهیزات گاهی به‌طور قابل ملاحظه‌ای بهبود می‌یافت ولی گیرنده‌ها در همان وضعیت قبلی بودند. کاهش پهنای باند برای گیرنده‌ها هزینه تولید را کاهش می‌دهد و حساسیت آن‌ها رابرای تداخل کمتر می‌کند. در ایالات متحده آمریکا، ایستگاه‌های AMهرگز کانال‌های قابل تداخل و یکسان در آن منطقه استفاده نمی‌کنند. این کار از انرژی تولید شده توسط باندهای فرعی دو ایستگاه در نتیجه تداخل با یکدیگر جلوگیری می‌کند. باب کارور یک تیونر AM که با فیلتر باریک بر روی پخش AM استفاده می‌شد، کشف کرد که از ۱۵ کیلوهرتز پهنای باند ایستگاه‌های FMبدون تداخل مهم و عمده بیشتر بود. تیونر گرانقیمت او هرگز به‌طور گسترده‌ای استفاده نشد و با ایجاد رادیوی HD فراموش شد.

## اف‌ام
FM به مدولاسیون فرکانس اشاره می‌کند که در امواج هوایی (رادیویی)VHF در هرجای دیگر جهان (به غیر از ژاپن در حوزه فرکانس‌های بین ۸۸ تا ۱۰۸ مگاهرتز استفاده می‌شود. ژاپن از باند ۷۶ تا ۹۰ مگاهرتز استفاده می‌کند. ایستگاه‌های FM بیشتر در مناطق و کشورهای توسعه یافته از نظر اقتصادی مانند اروپا و ایالات متحده آمریکا مخصوصاً بخاطر کیفیت صدای بهتر و پخش استریو در این فرمت بیشتر معمول و مورد استفاده هستند

## دیجیتال
پخش رادیوی دیجیتال برای اولین بار در اروپا و در انگلستان در سال ۱۹۹۵ و در آلمان در سال ۱۹۹۹و بعداً در ایالات متحده آمریکا مورد استفاده قرار گرفته‌است سیستم اروپایی DAB نامیده علائم اختصاری برای پخش صدای دیجیتال نامیده می‌شود و از دمین عمومی و از سیستم  EUREKA ۱۴۷  استفاده می‌کند. در ایالات متحده آمریکا، سیستم  IBOC  رادیوی HD نامیده می‌شود و مالکیت آن باکنسرسیومی از شرکت‌های خصوصی که ایبیکیوتی نامیده می‌شوند، است. یک کنسرسیوم بین‌المللی غیر انتفاعی رادیوی دیجیتال موندایله یا DRM نامیده می‌شود، یک سیستم دمین عمومی، DRM را معرفی کرده‌است.
برای ۱۰ تا ۲۰ سال آینده انتظار می‌رود که همه این سیستم‌ها وجود داشته و استفاده شوند و در سال ۲۰۱۵ ال ۲۰۲۰ رادیوی دیجیتال حداقل در کشورهای پیشرفته و توسعه یافته احاطه و گسترش بسیار زیادی داشته باشد.

## ماهواره
پخش کننده‌های رادیویی ماهواره‌ای به آهستگی ایجاد و توسعه یافته‌اند، چون هزینه‌های زیاد ورود به سیستم براساس فضای فرستنده ماهواره‌ها، و محدودیت موجود برای مجوزهای در حوزه ماهواره‌ای، رشد این بازار را محدود کرده‌است. در ایالات متحده آمریکا و کانادا، فقط دو سرویس، رادیوی ماهواره‌ای XM و رادیوی ماهواره‌ای سیروس وجود دارد.

## سیستمهای دیگر
تعداد زیادی از انواع ایستگاه‌های رادیویی بدون پخش وجود دارد. این‌ها شامل:
- شبکه‌های ایستگاه‌های اصلی برای پلیس، آتش نشانی و آمبولانس می‌باشد.
- ایستگاه‌های پایگاه‌های نظامی
- ایستگاه‌های پایگاه‌های خبررسانی برای تاکسی، کامیون‌ها و بارکش‌ها
- سیستم‌های پخش اضطراری
- ایستگاه‌های رادیوآماتور

## فرمت‌های برنامه
فرمت برنامه‌های رادیویی برطبق کشور، مقررات و بازار فرق می‌کند. به‌طور نمونه، کمیسیون ارتباطات فدرال ایالات متحده آمریکا بر روی باند ۸۸&ndash، ۹۲ مگاهرتز در ایالات متحده آمریکا برای برنامه‌های غیر انتفاعی یا آموزشی طراحی شده‌است، و آگهی دادن در آن ممنوع است.
به علاوه، فرمت در حالت عمومی و کلی مطابق گذشت زمان و توسعه تکنولوژی عوض می‌شود. تجهیزات رادیویی اولیه فقط مجاز به پخش برنامه‌هایی با مطالب واقعی و حقیقی بودند، که به پخش «زنده» معروف شده بود. همانطوری که تکنولوژی ضبط صدا توسعه یافته، تعداد فزاینده‌ای از برنامه‌های از مطالب از قبل ضبط شده در پخش استفاده شده‌است. گرایش اخیر اتوماتیک سازی ایستگاه‌های رادیویی می‌باشد. حالا بعضی ایستگاه‌ها بدون دخالت مستقیم انسان با استفاده از مطالب از قبل ضبط شده زمان بندی شده توسط کنترل کامپیوترها عمل می‌کنند (بخش) ردیابی- صدا را ببینید)